# Sports (album)
Pour les articles homonymes, voir Sport (homonymie).
Albums de Huey Lewis and the News
Picture This
(1982) Fore!
(1986)
Singles
1. Heart and Soul
Sortie : 30 août 1983
2. I Want a New Drug
Sortie : 3 janvier 1984
3. The Heart of Rock & Roll
Sortie : 10 avril 1984
4. If This Is It
Sortie : 10 juillet 1984
5. Walking on a Thin Line
Sortie : décembre 1984

Sports est le troisième album du groupe de rock américain Huey Lewis and the News, sorti le 15 septembre 1983.
Il connaît un important succès, notamment aux États-Unis où il arrive en tête du Billboard 200, restant classé plus de cent semaines et se vendant à 7 000 000 d'exemplaires (septuple disque de platine). Ce succès a été un peu plus mitigé en Europe, y compris au Royaume-Uni. 
Cinq chansons font l'objet de singles, les quatre premiers entrant dans le top 10 du Billboard Hot 100 : Heart and Soul (8e), I Want a New Drug (dans une version différente de celle de l'album), The Heart of Rock & Roll (dans une version raccourcie par rapport à celle de l'album) et If This Is It se classent chacune à la 6e place. Walking on a Thin Line, le dernier extrait, dans une version raccourcie par rapport à celle de l'album, se hisse en 18e position.

## Historique
L'album est enregistré très rapidement, dans la foulée du précédent(Picture This) en 1982. Pour des raisons commerciales et ne pas perturber la prolongation de la tournée de concerts, la sortie est repoussée d'un an.

## Présentation

### Couverture avant
La couverture avant est un photo-montage très artisanal(probablement volontairement). Sur un fond de décor de bar, comportant des détails relatifs à des centres d'intérêt des principaux membres du groupe, Sean Hopper, Bill Gibson, Johnny Colla et Chris Hayes sont accoudés au comptoir. Mario Cipollina est le barman, manipulant une bouteille face au miroir du fond. Huey Lewis, très en avant plan à l'extrême droite, domine le cadre.

### Face avant de la pochette intérieure

#### Photos
Il y a quatre photos en noir et blanc se situant sur un terrain de basket de salle de sports. Sur les deux premières, les cinq musiciens de la pochette chantent à capella devant deux micros. Sur la première, plus précisément, on les voit faire les derniers échauffements avant de commencer, alors qu'ils sont filmés. Sur les deux dernières photos, ils partent en courant.

#### Crédits
Ils sont écrits en anglais, traduits en français ci-dessous:

##### Musiciens du groupe
- Huey Lewis : chant, harmonica
- Mario Cipollina : basse
- Johnny Colla : saxophone, guitares, chœurs
- Bill Gibson : batterie, percussions, chœurs
- Chris Hayes : guitare solo, chœurs
- Sean Hopper : claviers, chœurs

###### Musicien additionnel
- John McFee : pedal steel guitar sur le titre Honky Tonk Blues (reprise de Hank Williams)

##### À la technique sonore
- Enregistrement : Jim Gaines
- Enregistrements additionnels : Jeffrey (Nik) Norman
- Assistants :
  - Jeffrey (Nik) Norman
  - Jesse Osborne
  - Bob Greenberg
- Mixage : Bob Clearmountain au Power Station, New York, NY sauf I Want a New Drug par Larry Alexander
- Enregistrement final : Ted Jensen au Sterling Sound, New York, NY
- Son : Mark Deadman

###### Studios
- Fantasy Studios, Berkeley, CA
- The Plant Studios, Sausalito, CA
- The Automatt, San Francisco, CA(enregistrements additionnels)

##### À la conception graphique et promotion
- Directeur artistique, conception de la pochette, photos: Bennett Hall
- Graphisme, conception de logo : Bunny Zaruba
- Gestion générale : Bob Brown
- Agence : Monterey Peninsula Artists
- Adresse postale : P.O. BOX 819, Mill Valley, CA 94942

##### Autres coups de mains divers
Terry Persons, "Bugsy" Moran, Ralph Arista, Jeff Alder, Sidney Conroy, Jane Brown, Chuck Lutz], Dino, Mike Duke, Diane Duarte & Nike, Earl Mederos, Jerry Pfeffer & Sound On Stage, Goose & The Deuce

### Face arrière de la pochette intérieure
Les paroles de toutes les chansons de l'album sont reproduites. Elles sont créditées 1983 HULEX MUSIC(BMI)/RED ADMIRAL MUSIC(BMI) sauf pour:
- Heart and Soul: 1981 CHINN/CHAP PUBLISHING INC.(BMI)/CAREERS MUSIC, INC.(BMI)
- Bad Is Bad: 1979 CHAPPELL MUSIC LTD. PUBLISHED IN U.S.A BY UNICHAPPELL & CO. INC.
- Walking On a Thin Line: 1983 ENDLESS FORGS MUSIC(ASCAP)/SLIMEY LIMEY MUSIC(BMI)/McNOODLE MUSIC
- Honky Tonk Blues: 1948 FRED ROSE MUSIC, INC. COPYRIGHT RENEWED AND ASSIGNED TO FRED ROSE MUSIC, INC. AND ABERBACH ENTERPRISES LTD. (RIGHTSONGS MUSIC ADMINISTRATOR) U.S.A. ONLY.

En bas à droite se trouve une photo de la pochette de l'album précédent du groupe sous-titrée:

Picture This

Featuring

Do You Believe In Love

Workin' For a Livin'

### Face arrière de la pochette extérieure
Elle ressemble à la face avant mais certains détails du bar ont été modifiés, à commencer par la télévision en haut à gauche qui, au lieu de montrer une image d'épreuve sportive, montre Huey Chris Hayes, Bill Gibson, Huey Lewis et Johnny Colla en concert. Ne reste dans le bar que Mario Cipollina, toujours derrière le comptoir, mais regardant avec étonnement l'écran de la télévision. Peut-être se demande-t-il où est passé Sean Hopper?

## Liste des titres

### Version originale
| 1. | The Heart of Rock & Roll | - Johnny Colla - Huey Lewis                                                            | 5:03 |
| 2. | Heart and Soul           | - Mike Chapman - Nicky Chinn                                                           | 4:13 |
| 3. | Bad is Bad               | - Alex Call - John Ciambotti - Sean Hopper - H. Lewis - John McFee - Michael Schriener | 3:48 |
| 4. | I Want a New Drug        | - Chris Hayes - H. Lewis                                                               | 4:46 |

| 5. | Walking on a Thin Line | - Andre Pessis - Kevin Wells     | 5:11 |
| 6. | Finally Found a Home   | - B. Brown - C. Hayes - H. Lewis | 3:43 |
| 7. | If This Is It          | - J. Colla - H. Lewis            | 3:54 |
| 8. | You Crack Me Up        | - Mario Cipollina - H. Lewis     | 3:42 |
| 9. | Honky Tonk Blues       | Hank Williams                    | 3:26 |

Notes
- Heart and Soul : Titre qui lance commercialement l'album et donne une nouvelle dimension commerciale au groupe.
- Bad is Bad : Erreurs sur les crédits(J. McVie au lieu de John McFee, J.Cianbott au lieu de John Ciambotti) sur l'étiquette du disque. Elles seront longtemps propagées sur d'autres supports. Un clip vidéo a été tourné, mais le titre ne sortira pas en simple. Par contre il est présent sur The Heart of Rock'n'Roll : The Best of Huey Lewis and the News (Compilation Europe).
- Walking on a Thin Line : Présente(ré-interprétée) dans l'épisode 7 de la quatrième saison de Knight Rider 2000.
- Finally Found a Home : Présente(ré-interprétée) dans un épisode de la quatrième saison de Knight Rider 2000 (postérieur au septième).
- If This Is It : Premier franc succès d'une chanson du groupe au Royaume-Uni; Un extrait du clip apparaît, modifié/retourné pour le film, dans la section Murray in Videoland du film Cheeseburger film sandwich.

### Réédition de 1999
En juin 1999 sort une version remastérisée de l'album (Expanded Edition), avec en bonus les chansons sorties en singles présentées dans des versions alternatives ou enregistrées en concert.
- The Heart of Rock & Roll (Session Take) - 5:12
- Walking on a Thin Line (Session Take) - 5:39
- If This Is It (Live in San Francisco, 2/21/85) - 4:25
- Heart and Soul (Live in San Francisco, 2/21/85) -	4:25
- I Want a New Drug (Live in Los Angeles, 1/15/84) - 5:27

### Édition du30eanniversaire
En mai 2013 l'album ressort avec un deuxième CD où figurent les neuf chansons enregistrées lors de différents concerts.
1. The Heart of Rock & Roll (Live in Cleveland, OH, 1988) - 5:37
2. Heart and Soul (Live in Cleveland, OH, 1988)- 3:51
3. Bad Is Bad (Live in Boston, MA, 1987) - 3:47
4. I Want a New Drug (Live in Sydney, Australia, 1989) - 7:56
5. Walking on a Thin Line (Live in Chicago, IL, 1983) - 5:39
6. Finally Found a Home (Live In Cleveland, OH, 1988) - 3:54
7. If This Is It (Live in New Orleans, LA, 1986) - 4:34
8. You Crack Me Up (Recorded live at the Troutfarm 2012) - 3:54
9. Honky Tonk Blues (Recorded live at the Troutfarm 2012) - 3:41

## Classements hebdomadaires et certifications
| Classement (1983-1985)        | Meilleure place |
| ----------------------------- | --------------- |
| Allemagne (Media Control AG)  | 29              |
| Australie (Kent Music Report) | 22              |
| Canada (RPM Top Albums)       | 3               |
| États-Unis (Billboard 200)    | 1               |
| Norvège (VG-lista)            | 6               |
| Nouvelle-Zélande (RIANZ)      | 19              |
| Royaume-Uni (UK Albums Chart) | 23              |
| Suède (Sverigetopplistan)     | 40              |

| Pays                    | Certification | Unités certifiées |
| ----------------------- | ------------- | ----------------- |
| Canada (Music Canada)   | Diamant       | 1 000 000         |
| États-Unis (RIAA)       | 7 × Platine   | 7 000 000         |
| Nouvelle-Zélande (RMNZ) | Platine       | 15 000            |
| Royaume-Uni (BPI)       | Or            | 100 000           |

## Apparitions
- La pochette du disque est en affiche dans la chambre de Marty McFly dans Retour vers le futur.
- L'album est mentionné et critiqué par le personnage de Patrick Bateman dans le roman American Psycho de Bret Easton Ellis et le film adapté de ce dernier. Selon Patrick Bateman, l'album Sports marque l'étape dans la carrière du groupe où ils ont "trouvé leur voix, commercialement et artistiquement".

## Tournée de promotion en 1984
Des concerts au Dominion Theatre et au Marquee à Londres ont fait le plein. Lors de ce dernier, le public a eu le plaisir de voir Dave Edmunds et Phil Lynott rejoindre la scène pour y interpréter un pot-pourri impromptu lors du second rappel.